# تپه باشی
تپه باشی مربوط به دوره اشکانیان - دوره ساسانیان است و در شهرستان گرمی، بخش مرکزی، دهستان اجارود مرکزی، روستای سیاوش کندی واقع شده و این اثر در تاریخ ۷ اسفند ۱۳۸۶ با شمارهٔ ثبت ۲۱۲۶۱ به‌عنوان یکی از آثار ملی ایران به ثبت رسیده است.